# 홍후백
홍후백(1984년 6월 7일 ~ )은 대한민국의 성우로, 2016년에 한국방송 성우극회 공채 41기로 입사했다. 

## 주요 출연작품

### 애니메이션
- 일하는 세포 - 백혈구 2626번, 녹농균, 흉선 상피세포 교관
- 헬로 카봇 젬 (SBS) - 일렉트롬
- 엑스가리온 - 자석몬

### 라디오

#### KBS
소설극장 (KBS 3라디오)
- 2016.05.20 ~ 2016.06.27 강태식 作 <굿바이 동물원>
- 2016.06.27 ~ 2016.08.07 존 차 作 <안녕, 테레사> (폴)
- 2016.10.30 ~ 2016.12.09 이재익 作 <서울대 야구부의 영광> (만득)
- 2016.12.10 ~ 2017.01.18 성석제 作 <황만근은 이렇게 말했다> (문학)
- 2017.01.19 ~ 2017.03.12 기욤 뮈소 作 <내일> (올레그)
- 2017.03.13 ~ 기욤 뮈소 作 <구해줘> (샘 겔러웨이)

KBS 무대 (KBS 한민족방송)
- 2016.04.02 <엘리트 학원 구하기> (행인1)
- 2016.04.30 <아르바론 몬살리나> (동료2)
- 2016.05.21 <바담 풍, 바람 퐁> (형사과장)
- 2016.06.11 <무능경찰 김반장> (경찰1)
- 2016.07.23 <날아라 변태> (감독)
- 2016.09.17 <나비> (양반2)
- 2016.09.24 <유성우 떨어지는 밤> (기장)
- 2016.10.01 <Yesterday> (전우)
- 2016.10.08 <부산에 가면 콩고 고릴라를 만날 수 있나요?> (순경)
- 2016.10.15 <이 구역의 미친 사랑> (경찰)
- 2016.10.22 <아버지를 찾아서> (손님2)
- 2016.10.29 <아싸라비아, 천억만> (이규한)
- 2016.11.12 <하숙생> (외삼촌)
- 2016.11.26 <별이 빛나는 밤에> (누리 父)
- 2016.12.03 <강남 마당쇠> (편집장)
- 2016.12.17 <내게 비트를 들려줘> (경찰)
- 2016.12.24 <나의 오리지날 짝퉁> (채권자2)
- 2016.12.31 <2라운드, Box!> (의사)
- 2017.01.07 <천국의 주파수> (기자)
- 2017.01.14 <연가> (김서방/포졸1)
- 2017.01.21 <카모마일 차를 마시는 밤> (창수)
- 2017.01.28 <꺼지지 않는 tv> (기자)
- 2017.02.11 <아내를 죽였습니다.> (임세중)
- 2017.02.18 <마스커레이드> (최도철/의원)
- 2017.02.25 <탈퇴하시겠습니까?> (아빠/면접관)
- 2017.03.04 <사약 받는 날> (금부도사)
- 2017.03.11 <카페 W> (중년 남자)
- 2017.04.08 <멋진 친구> - 복지관 관장
- 2017.04.15 <이별의 시간> - 양기자
- 2017.04.29 <붉은 잠옷의 비밀> - 김대리
- 2017.05.13 <달려라, 아빠!> - 보라부
- 2017.05.20 <아빠의 방> - 의사 2
- 2017.05.27 <Daddy and the City> - 나팀장
- 2017.06.10 <앓던 이 빠지던 날> - 민석
- 2017.06.17 <은주가 다르게 변했다> - 상기 아빠
- 2017.06.24 <홍귀이야기> - 경식
- 2017.07.01 <비너스 전파사> - 명상가
- 2017.07.08 <개 짖는 소리> - 협회장
- 2017.07.15 <살림의 명수> - 최과장
- 2017.07.29 <작가님, 휴재는 안됩니다> - 아저씨
- 2017.08.05 <세일즈의 여왕> - 지점장
- 2017.08.12 <조율 1부> - 이삿짐사장
- 2017.08.26 <달빛 웅덩이> - 박소장
- 2017.09.02 <단내살이> - 김대리
- 2017.09.09 <그렇게 아이가 자란다> - 의사
- 2017.09.16 <고독 해결사> - 의사(과거)
- 2017.09.30 <옷 입는 여자> - 철민
- 2017.10.14 <갑을 위한 변명> - 동창생 1
- 2017.10.21 <지리산 감자탕> - 둘째
- 2017.11.18 <당신을 위한 티켓> - 주인
- 2017.11.25 <가출> - 대리기사

라디오 문학관 (KBS 한민족방송)
- 2016.03.20 정도상 作 <장씨의 어떤 하루> (아들)
- 2016.04.10 성은영 作 <귀향의 끝> (사내)
- 2016.04.17 김덕희 作 <낫이 짖을 때> (하인1)
- 2016.05.22 김금희 作 <너무 한낮의 연애> (남자 관객1)
- 2016.06.12 이갑수 作 <T.O.P> (남자3/매니저)
- 2016.06.19 백수린 作 <중국인 할머니> (인부)
- 2016.06.26 윤고은 作 <된장이 된> (X)
- 2016.07.10 권여선 作 <층> (사촌)
- 2016.07.23 조동신 作 <등패> (사내3)
- 2016.08.07 김재희 作 <페이퍼 하트> (용의자)
- 2016.09.18 장강명 作 <대외활동의 신> (팀원3)
- 2016.10.02 이영훈 作 <상자> (하인1)
- 2016.10.09 김영하 作 <너를 사랑하고도> (팀장)
- 2016.11.06 이청해 作 <신용보증기금에서 온 사내> (절의 사내)
- 2016.11.13 문경민 作 <곰씨의 동굴> (아버지)
- 2016.11.20 고은규 作 <오빠의 알레르기> (복학생2/운전기사)
- 2016.12.11 김혜진 作 <아웃 포커스> (고객2)
- 2016.12.25 최민우 作 <머리 검은 토끼> (철도직원)
- 2017.01.08 김애란 作 <어디로 가고 싶으신가요> (형님)
- 2017.01.15 김민주 作 <너의 목소리> (저자/승객3)
- 2017.01.29 이서진 作 <아내의 정원수> (시민3)
- 2017.02.05 권제훈 作 <박스> (선배2/면접관1)
- 2017.02.12 주수철 作 <그린피아 305동 1005호> (집주인)
- 2017.02.19 김홍 作 <어쨌든 하루하루> (대통령)
- 2017.03.05 윤고은 作 <부루마불에 평양이 있다면> (팀장)
- 2017.03.12 이지명 作 <금덩이 이야기> (사내1)
- 2017.03.19 곽문완 作 <코뿔소년> (한선우)
- 2017.03.26 도명학 <코뿔소년> - 지도원 1
- 2017.04.02 김종광 <학생댁 유씨씨> - 마목수
- 2017.04.16 안지용 <결혼 자격 시험> - 상인 2
- 2017.04.30 홍지화 <왕년의 한 스타의 죽음> - 남편
- 2017.05.28 정길연 <우연한 생> - D
- 2017.07.09 장우석 <대결> - 교사
- 2017.08.13 이경희 <철거 후> - 장관
- 2017.09.03 이건혁 <피코> - 마이클
- 2017.11.12 조미녀 <파파라치 가족> - 조사반

라디오 극장 (KBS 한민족방송)
- 2016.02.01 ~ 2016.02.29 도진기 作 <가족의 탄생> (검사원2)
- 2016.05.01 ~ 2016.05.31 정유정 作 <내 심장을 쏴라> (보호사)
- 2016.07.01 ~ 2016.07.31 장용민 作 <궁극의 아이>
- 2016.08.01 ~ 2016.08.31 김종일 作 <몸 - 에피소드 1 : 눈>
- 2016.10.01 ~ 2016.10.31 김호연 作 <망원동 브라더스>
- 2016.11.01 ~ 2016.11.30 이유선 作 <오버 더 힐파티> (강풍호)
- 2016.12.01 ~ 2016.12.31 김범 作 <공부해서 너 가져> (체육)
- 2017.01.01 ~ 2017.01.31 손선영 作 <이웃집 두 남자가 수상하다> (백용준)
- 2017.02.01 ~ 2017.02.28 정규웅 作 <붉은 꽃, 나혜석> (최린/기자)
- 2017.03.01 ~ 2017.03.31 정길연 作 <달리는 남자 걷는 여자> (권운호)
- 2017.04.01 ~ 2017.04.30 조두진 <결혼면허> - 단역
- 2017.05.01 ~ 2017.05.31 황현정 <달빛연인> - 김중경
- 2017.06.01 ~ 2017.06.30 구상희 <마녀식당> - 윤기
- 2017.07.01 ~ 2017.07.31 박연선 <여름, 어디선가 시체가> - 해설
- 2017.08.01 ~ 2017.08.31 심재천 <나의 토익 만점 수기> - 경찰
- 2017.09.01 ~ 2017.09.30 유영민 <헬로 바바리맨> - 진로 선생님
- 2017.10.01 ~ 2017.10.31 강태식 <굿바이 동물원> - 송과장
- 2017.11.01 ~ 2017.11.30 이동원 <완벽한 인생> - 최감독

다큐멘터리 역사를 찾아서 (KBS 라디오)
- 2016.02.28 <제592편 사치와 낭비로 나라 곳간은 비어가고> (감독관)
- 2016.03.13 <제594편 유희와 음행이 도를 넘다> (승지2)
- 2016.03.20 <제595편 홍길동이 나타났다!> (승지2)
- 2016.05.15 <제603편 일인지배의 절대왕권을 구축하다> (승지3)
- 2016.05.22 <제604편 성균관을 철거하고 환관을 총애하다> (유생2)
- 2016.05.29 <제605편 환관 김처선> (하인)
- 2016.06.26 <제609편 연산군의 한글탄압 - "언문사용을 금하라!"> (남자)
- 2016.07.03 <제610편 기생 장녹수, 후궁이 되다> (관리)
- 2016.07.24 <제613편 연산군, 시를 사랑한 폭군> (간관2)
- 2016.07.31 <제614편 폭정의 종말> (신윤무)
- 2016.08.07 <제615편 중종반정> (신윤무)
- 2016.10.09 <제624편 「반정 삼대장」 기사게 꺾이다> (간관3)
- 2016.10.16 <제625편 사림파, 「역사바로세우기」의 시동을 걸다> (김세필)
- 2016.12.18 <제634편 소격서를 혁파하다> (성종)
- 2016.12.25 <제643편 사회전야 - 깊어지는 갈등> (유계종)
- 2017.01.01 <제636편 반정공신의 위훈을 삭탈하다> (간관1)
- 2017.01.08 <제637편「주초위왕(走肖爲王)」은 사실일까> (남곤/신순강)
- 2017.02.12 <제642편 「기묘사림」을 일망타진하다> (의금부 도사/김의정)
- 2017.02.19 <제643편 척신 김안로, 탄핵을 받다> (남곤)
- 2017.02.26 <제644편 경빈 박씨와 「작서의 변」> (대신1)

와이파이 초한지 (KBS 라디오)
- 2016.05.24 <12화> (신하)
- 2016.05.27 <15화> (군사1)
- 2016.05.30 <16화> (대신2)
- 2016.06.02 <19화> (남자4)
- 2016.06.03 <20화> (관료1)
- 2016.06.08 <23화> (남자1)
- 2016.06.29 <38화> (신하)
- 2016.07.07 <44화> (회원3)
- 2016.07.08 <45화> (협객3)
- 2016.07.15 <50화> (남자1)
- 2016.07.18 <51화> (기사)
- 2016.07.21 <54화> (군사)
- 2016.07.26 <57화> (주민1)
- 2016.07.27 <58화> (군사1)
- 2016.07.28 <59화> (부하2)
- 2016.07.29 <60화> (진가)
- 2016.08.05 <65화> (군사)
- 2016.08.15 <71화> (군사3)
- 2016.09.26 <101화> (사자)
- 2016.09.27 <102화> (대신8)
- 2016.10.06 <109화> (군사2)
- 2016.10.07 <110화> (초군2)
- 2016.10.17 <116화> (장수)
- 2016.10.21 <120화 (군사)
- 2016.11.01 <127화> (부장)
- 2016.11.02 <128화> (군사)
- 2016.11.15 <137화> (군사1)
- 2016.11.25 <145화> (군사2)
- 2016.12.06 <152화> (교관)
- 2016.12.08 <154화> (군사1)
- 2016.12.20 <162화> (군사1)
- 2016.12.21 <163화> (조분)
- 2016.12.22 <164화> (조분)
- 2016.12.23 <165화> (군사4)
- 2016.12.26 <166화> (부하)
- 2016.12.27 <167화> (군사)
- 2017.01.10 <177화> (군사3)
- 2017.01.13 <180화> (척후병)
- 2017.01.18 <183화> (위무지)
- 2017.01.19 <184화> (위무지)
- 2017.01.25 <188화> (장군2)
- 2017.01.30 <191화> (부장2)
- 2017.02.13 <201화> (위무지)
- 2017.03.01 <212화> (이좌거)
- 2017.03.13 <220화> (군사3)
- 2017.03.14 <221화> (군사3)

## 같이 보기
- 한국방송 성우극회